# Луче (маскот)
Луче або Люче (досл. «Світло») — офіційний маскот ювілейного 2025 року. Розроблена засновником tokidoki Сімоном Леньо, вона уособлює католицького паломника. Луче має собаку, якого звати Сантіно, а також друзів на ім'я Фе, Сінь і Скай. Дизайн дівчинки та її друзів порівнювали із персонажами аніме.

## Характеристика персонажа
Вона має блакитне волосся і вдягнута в жовту куртку-дощовик, яка нагадує прапор Ватикану, а також символ «подорожі крізь життєві бурі». Вона носить палицю паломника, який символізує «паломництво до вічності», і носить заплямовані брудом чоботи, що символізують «довгу і важку подорож». Її очі мають відблиски у формі черепашки гребінця, традиційного символу католицького паломництва; її блискучі очі описуються як «символ надії серця». Вона також носить вервицю. Сімон Леньо сказав, що він сподівається, що «Луче зможе відобразити почуття, які живуть у серцях молодих поколінь».

## Історія
Розробляючи маскот, італійський художник попарту Сімон Леньо надихався вуличними графіті та японським мистецтвом. Ім'я Луче буквально означає «Світло». Персонажа виконано в стилі «тібі» з великою головою та короткими руками, ногами й тулубом.
Луче була представлена архієпископом Ріно Фізікеллою 28 жовтня 2024 року. Він сказав, що Луче була натхненна бажанням католицької церкви «жити навіть у попкультурі, яку так любить наша молодь». Луче представлятиме Ватикан на Lucca Comics & Games у 2024 році, що стане першим випадком, коли Ватикан офіційно бере участь у комік-коні. Вона також представлятиме Ватикан на Expo 2025 у Японії.

## Реакція
Після презентації Луче вона швидко породила інтернет-меми. Користувачі на таких вебсайтах як Twitter, жартували про те, що католицька церква використовує візуальні ефекти аніме. Деякі порівнювали дизайн Луче з дизайном Ай Ото, головної героїні Wonder Egg Priority, чи Рей Аянамі, героїні «Євангеліона» за коротке синє волосся. Частина реакцій була негативною, сприймаючи створення Луче як профанацію християнства. Зазначалася подібність презентації Луче до ситуації в комедії «Догма» (1999), де католицька церква представила «молодіжний» образ «Дружища Христа».